# Haverbrug
De Haverbrug is een gemetselde boogbrug met ijzeren frontplaten in het centrum van de stad Delft, in de Nederlandse provincie Zuid-Holland. De brug is een rijksmonument en is vermoedelijk gebouwd in het jaar 1872.
De brug behoort tot een complex van twee vaste boogbruggen, die over de Binnenwatersloot en de Oude Delft liggen, daar waar deze grachten op elkaar aansluiten.

## Geschiedenis
Van 1775 tot 1872 diende de brug als toegang tot de korenbeurs, die over de Binnenwatersloot was gebouwd. De beurs werd in 1872 verplaatst naar de toen functieloos geworden vleeshal. Het bouwwerk werd in datzelfde jaar afgebroken. De brug bleef en behield de naam, die aan de korenhandel herinnert.

## Cultuurhistorische waarde
De brug is gebouwd in de stijl van het Eclecticisme, en is van algemeen belang vanwege de cultuur- en architectuurhistorische waarde, als uitdrukking van een specifieke functie en van verkeerskundige ontwikkelingen, vanwege de karakteristieke vormgeving, materiaalgebruik en detaillering en de hoge mate van gaafheid. De brug heeft een stedenbouwkundige waarde vanwege de ensemblewaarde met de brug over de Oude Delft en vanwege de beeldbepalende ligging over de Binnenwatersloot en als onderdeel van de gegroeide stedelijke en waterstaatkundige structuur binnen het beschermde stadsgezicht van Delft.

## Galerij

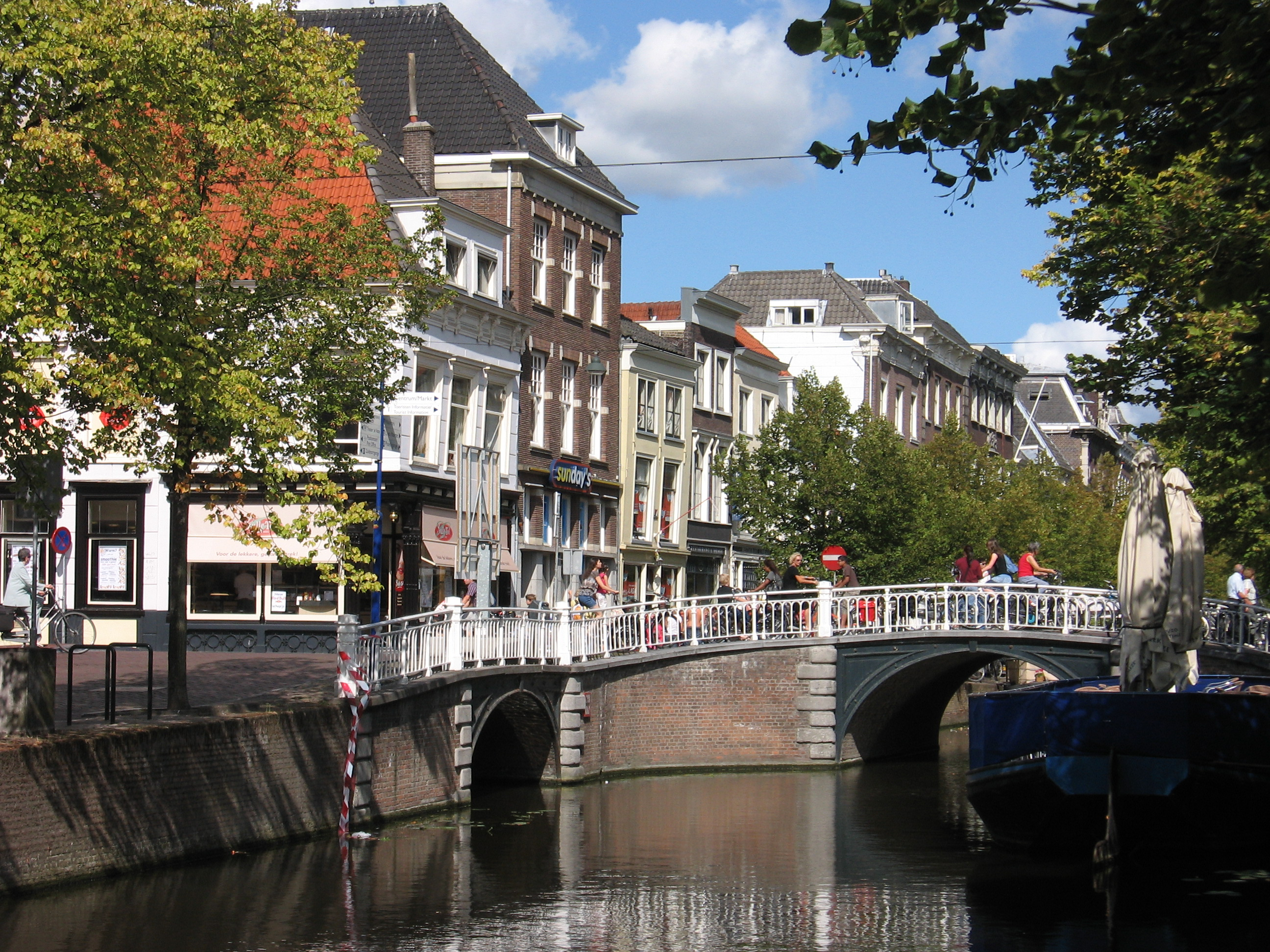
Mauriciusbrug en Haverbrug